# Kuancheng (Chengde)
Kuancheng (chinesisch 宽城满族自治县, Pinyin Kuānchéng Mǎnzú Zìzhìxiàn, mandschurisch ᡴᡠᠸᠠᠨᠴᡝᠩ
ᠮᠠᠨᠵᡠ
ᠪᡝᠶᡝ
ᡩᠠᠰᠠᠩᡤᠠ
ᠰᡳᠶᠠᠨ Kuwanceng Manju Beye Dasangga Siyan) ist ein chinesischer autonomer Kreis der Mandschu in der Provinz Hebei. Er gehört zum Verwaltungsgebiet der bezirksfreien Stadt Chengde. Kuancheng hat eine Fläche von 1.932 km² und zählt 250.304 Einwohner (Stand: Zensus 2010). Sein Hauptort ist die Großgemeinde Kuancheng (宽城镇).